# DOT (язык)
DOT — язык описания графов.

Граф, описанный на языке DOT, обычно представляет собой текстовый файл с расширением .gv или .dot в понятном для человека и обрабатывающей программы формате.
В графическом виде графы, описанные на языке DOT, представляются с помощью специальных программ, например Graphviz.

## Расширение
Хотя язык допускает использование стандартных расширений .gv и .dot, следует отдавать предпочтение первому варианту — .gv, так как расширение .dot используется в Microsoft Office 2003.

## Синтаксис

### Общие положения
Структура графа на языке DOT описывается в виде списка субграфов, каждый элемент которого представляет собой конструкцию:
```
 

graph
 
%
имя_графа%
 
{

}

```

внутри которой (в фигурных скобках — { }) находятся комментарии и инструкции, описывающие субграф. Инструкции описывают вершины и рёбра целевого графа и разделяются символом точкой с запятой — ;.

### Комментарии
Язык DOT поддерживает комментарии в стиле языков C и C++ — // и /**/, а также используемый для этих целей в некоторых языках программирования символ # в качестве первого символа однострочного комментария.
```
 
// Комментарий в одну строку.

 
# Комментарий в одну строку.

 
/* Комментарий

    из нескольких

    строк. */

```

### Типы графов

#### Неориентированный граф

Неориентированный граф

Неориентированный граф в языке DOT описывается списком вершин и рёбер, представленных названием вершин и двойным тире (--) между связанными вершинами.
```
 

graph
 
graphname
 
{

    
a
;

    
b
;

    
c
;

    
d
;

    
a
 
--
 
b
;

    
b
 
--
 
c
;

    
b
 
--
 
d
;

}

```

Или эквивалентным образом, опустив избыточные описания:
```
 

graph
 
graphname
 
{

     
a
 
--
 
b
 
--
 
c
;

     
b
 
--
 
d
;

}

```

#### Ориентированный граф

Ориентированный граф

Ориентированный граф в языке DOT описывается списком вершин и рёбер, представленных названием вершин и стилизованной тире и треугольной скобкой стрелочкой (->) между связанными вершинами:
```
 

digraph
 
graphname
 
{

     
a
 
->
 
b
 
->
 
c
;

     
b
 
->
 
d
;

}

```

Либо с избыточным описанием:
```
 

digraph
 
graphname
 
{

    
a
;

    
b
;

    
c
;

    
d
;

    
a
 
->
 
b
;

    
b
 
->
 
c
;

    
b
 
->
 
d
;

}

```

### Атрибуты

Граф с атрибутами

При описании графов на языке DOT можно использовать атрибуты, определяющие цвет, форму и стиль вершин и рёбер.
Атрибуты описываются парами ключ=значение, заключёнными в квадратные скобки ([ключ=значение]).
Для каждого элемента графа может быть определено несколько атрибутов, разделённых пробелом
```
graph
 
graphname
 
{

     
// label - видимое название вершины

     
a
 
[
label
=
"Foo"
];

     
// shape - определение формы вершины

     
b
 
[
shape
=
box
];

     
// color - определение цвета ребра

     
a
 
--
 
b
 
--
 
c
 
[
color
=
blue
];

     
// style - определение стиля ребра

     
b
 
--
 
d
 
[
style
=
dotted
];

}

```

## Ограничения

Расположение элементов не соответствует ожидаемому.

Расположение элементов после ручной корректировки.

Так как язык DOT располагает элементы оптимальным образом автоматически, в нём не предусматривается указание их позиций. Поэтому иногда элементы располагаются не соответствующим ожидаемому образом.
Для корректировки визуального представления используются графические редакторы.
Например:
```
digraph
 
g
 
{

	
node
 
[
shape
=
plaintext
]

	
A1
 
->
 
B1

	
A2
 
->
 
B2

	
A3
 
->
 
B3

	

	
A1
 
->
 
A2
 
[
label
=
f
]

	
A2
 
->
 
A3
 
[
label
=
g
]

	
B2
 
->
 
B3
 
[
label
=
"g'"
]

	
B1
 
->
 
B3
 
[
label
=
"(g o f)'"
 
tailport
=
s
 
headport
=
s
]

	
{
 
rank
=
same
;
 
A1
 
A2
 
A3
 
}

	
{
 
rank
=
same
;
 
B1
 
B2
 
B3
 
}
 

}

```

## Программное обеспечение
Для представления графов, описанных на языке DOT используется множество программ, виджетов и библиотек, среди которых:
- Graphviz
- OmniGraffle
- ZGRViewer
- VizierFX

## Аналоги
- GraphML
- Trivial Graph Format
- GML
- GXL
- XGMML
- DGML